# Stachyptilidae
Stachyptilidae é uma família de corais da superfamília Pennatuloidea, ordem Scleralcyonacea.

## Géneros
Seguem os gêneros da família:
- Gilibelemnon (López-González & Williams, 2002)
- Stachyptilum (Kölliker, 1880)